# 법무연수원 용인분원
법무연수원 용인분원(法務硏修院 龍仁分院)은 법무연수원의 소속기관이다. 2015년 2월 26일 발족하였으며, 경기도 용인시 기흥구 구성로 243에 위치하고 있다. 분원장은 고위공무원단 나등급에 속하는 일반직공무원 또는 검사로 보한다.

## 연혁
- 2015년 2월 27일: 법무연수원의 소속기관으로 용인분원 설치.

## 조직

### 분원장
- 운영지원과[1]
- 대외연수과[2][3]

## 같이 보기
- 대한민국 법무부
- 법무연수원